# Tibouchina verticillaris
Tibouchina verticillaris är en tvåhjärtbladig växtart som beskrevs av Célestin Alfred Cogniaux. Tibouchina verticillaris ingår i släktet Tibouchina och familjen Melastomataceae. Inga underarter finns listade i Catalogue of Life.